# Hulk (piłkarz)
Hulk, właśc. Givanildo Vieira de Souza (wym. braz.: [ˈhuwki]; ur. 25 lipca 1986 w Campina Grande) – brazylijski piłkarz występujący na pozycji napastnika w brazylijskim klubie Atlético Mineiro. 
W latach 2009–2021 reprezentant Brazylii. Złoty medalista Pucharu Konfederacji 2013, srebrny medalista Igrzysk Olimpijskich 2012, uczestnik Mistrzostw Świata 2014 oraz Copa América 2016.

## Kariera klubowa
W sezonie 2004 był piłkarzem brazylijskiej Vitórii, w której rozegrał dwa mecze. W latach 2005–2008 występował w klubach japońskich. M.in. w 2006 roku reprezentował barwy Consadole Sapporo – w rozgrywkach drugiej ligi strzelił 25 goli (zdobył m.in. cztery bramki w wygranym 6:1 spotkaniu z Shonan Bellmare) i zajął drugie miejsce w klasyfikacji najlepszych strzelców. Rok później (2007) występował w Tokyo Verdy – w 42 meczach zdobył 37 bramek i został królem strzelców drugoligowych rozgrywek. Na okazały bilans Hulka złożyły się m.in. trzy hat-tricki, które strzelił w pojedynkach z Kyoto Sanga (4:1), Vegalta Sendai (4:1) i Thespa Kusatsu (3:1).
W 2008 roku przeszedł do FC Porto. W nowym zespole zadebiutował 24 sierpnia w meczu z CF Os Belenenses, w którym strzelił gola, zapewniając swojej drużynie zwycięstwo 2:0. Wraz z Porto trzykrotnie został mistrzem Portugalii (2009, 2011, 2012), trzy razy zdobył puchar kraju (2009, 2010, 2011 – w finałowym meczu z Vitórią strzelił jednego z sześciu goli dla swojego klubu), trzy razy wywalczył Superpuchar Portugalii (2009, 2010, 2011) oraz w 2011 roku wygrał rozgrywki Ligi Europy – w finałowym spotkaniu z Bragą wystąpił przez pełne 90 minut. Ponadto w sezonie 2010/2011 z dorobkiem 23 goli został królem strzelców portugalskiej ekstraklasy.
3 września 2012 roku podpisał pięcioletni kontrakt z rosyjskim Zenitem Petersburg. Kwota transferu oscylowała w granicach 50 milionów euro. Zadebiutował w przegranym 0:1 spotkaniu z Terekiem Grozny.
30 czerwca 2016 roku został zawodnikiem chińskiego klubu Shanghai SIPG. Kwota transferu wyniosła 55,8 miliona euro.

## Kariera reprezentacyjna
W reprezentacji Brazylii zadebiutował 14 listopada 2009 roku w wygranym 1:0 meczu z Anglią, w którym w drugiej połowie zmienił Luísa Fabiano. 26 maja 2012 strzelił swoje pierwsze gole w barwach narodowych – zdobył dwie bramki w towarzyskim spotkaniu z Danią, przyczyniając się do zwycięstwa 3:1.
W 2012 roku uczestniczył w igrzyskach olimpijskich, w trakcie których wystąpił w pięciu meczach i strzelił jednego gola – zdobył bramkę w doliczonym czasie gry przegranego 1:2 spotkania finałowego z Meksykiem.